# Richard Anderson (Offizier)
Sir Richard Neville Anderson, KCB, CBE, DSO&Bar (* 28. April 1907 in Chelsea, London; † 4. September 1979) war ein britischer Offizier und zuletzt Generalleutnant der British Army, der unter anderem zwischen 1960 und 1962 Oberkommandierender der Landstreitkräfte im Mittleren Osten (Commander in Chief Middle East Land Forces) sowie von 1962 bis 1965 Oberkommandierender des Nordirland-Kommandos (General Officer Commanding in Chief Northern Ireland Command) war. Er war ferner zwischen 1965 und 1968 als Director of Civil Defence for Wales Direktor für die Zivilverteidigung in Wales.

## Leben

### Offiziersausbildung, Zweiter Weltkrieg und Nachkriegszeit
Richard Neville Anderson, Sohn von Lieutenant-Colonel Sir Neville Anderson, Kt, CBE (1881–1963), begann nach dem Besuch der New Beacon School und der Tonbridge School eine Offiziersausbildung am Royal Military College Sandhurst und wurde nach dem Abschluss am 1. September 1927 als Second Lieutenant ins Linieninfanterieregiment King’s Own Royal Regiment (Lancaster) übernommen. In den folgenden Jahren fand er zahlreiche Verwendungen als Offizier sowie Stabsoffizier. Während des Zweiten Weltkrieges wurde erhielt er am 18. Oktober 1944 den zeitlich befristeten Rang eines Temporary Colonel sowie den kommissarischen Dienstgrad als Acting Brigadier und war daraufhin bis Oktober 1947 Kommandeur der im Italienfeldzug eingesetzten 2. Infanteriebrigade (Commanding Officer, 2nd Infantry Brigade). Für seine Verdienste wurde er 1944 zum Companion des Distinguished Service Order (DSO) ernannt und erhielt zudem ebenfalls 1944 eine Spange (Bar) zum DSO. Kurz vor Kriegsende wurde ihm am 22. März 1945 der zeitlich befristete Rang eines Temporary Brigadier verliehen.
Nachdem er am 5. Januar 1948 zunächst in den kriegsdienstbezogenen Rang eines War Substantive Lieutenant-Colonel zurückgestuft wurde, wechselte er am 15. Januar 1948 ins Kriegsministerium und war dort zunächst als Erster Generalstabsoffizier (General Staff Officer 1, War Office) tätig. Nachdem ihm am 3. Mai 1948 erneut der zeitlich befristete Rang eines Temporary Colonel verliehen wurde, fungierte er zwischen dem 3. Mai und dem 24. Dezember 1948 als stellvertretender Direktor für militärische Nachrichtendienste (Deputy Director of Military Intelligence). Anschließend war er zwischen dem 1. Februar 1949 und dem 21. Dezember 1950 als Chefinstrukteur am Joint Services Staff College (JSSC) tätig. In dieser Verwendung wurde er 1949 zum Companion des Order of the Bath (CB) ernannt sowie außerdem am 31. Dezember 1949 zum Colonel befördert. Am 8. Januar 1952 wurde ihm abermals der zeitlich befristete Rang eines Temporary Brigadier verliehen, woraufhin er bis zum 3. Februar 1955 Brigadegeneral im Generalstab des Heereskommandos Ost (Brigadier General Staff, Eastern Command) war. In dieser Verwendung erfolgte am 1. Januar 1955 auch seine Beförderung zum Brigadier.

### Aufstieg zum Generalleutnant
Richard Anderson, dem am 1. April 1955 der örtliche Rang eines Local Major-General sowie am 6. Mai 1955 der zeitlich befristete Dienstgrad eines Temporary Major-General verliehen wurde, übernahm am 5. Mai 1955 von Generalmajor Lancelot Perowne den Posten als Kommandeur der 17. Gurkha-Division (General Officer Commanding 17th Gurkha Division) und verblieb auf diesem Posten bis zu seiner Ablösung durch Generalmajor Jim Robertson im Mai 1958. Zugleich war er zwischen dem 6. Mai 1955 und dem 4. Mai 1958 auch Kommandeur der Überseestreitkräfte in der Föderation Malaya (General Officer Commanding Overseas Forces Malaya) und erhielt in dieser Zeit am 12. April 1956 auch seine Beförderung zum Major-General. Darüber hinaus übernahm er am 1. September 1957 von Brigadier John Herbert Hardy das Ehrenamt als Colonel of The King’s Own Royal Regiment (Lancaster) und bekleidete dieses bis zur Zusammenlegung dieses Regiments mit dem Grenzregiment The Border Regiment zum The King’s Own Royal Border Regiment am 1. Oktober 1959, dessen erster Regimentsoberst Generalmajor Valentine Blomfield wurde. Nach seiner Rückkehr aus Malaya war er im Kriegsministerium vom 15. September 1958 bis zum 29. Februar 1960 als Vize-Generaladjutant des Heeres (Vice Adjutant-General to the Forces, War Office). Daneben übernahm er am 24. Oktober 1959 von Brigadier Michael Rookherst Roberts das Ehrenamt als Colonel  of the 10th Princess Mary’s Own Gurkha Rifles und bekleidete dieses bis zu seiner Ablösung durch General Sir Peter Mervyn Hunt am 1. August 1966.
Am 8. Mai 1960 löste Anderson Generalleutnant Sir Roger Bower als Oberkommandierender der Landstreitkräfte im Mittleren Osten (Commander in Chief Middle East Land Forces) ab und verblieb auf diesem Posten bis zum 9. Dezember 1962, woraufhin Generalleutnant Sir Charles Harington seine dortige Nachfolge antrat. In dieser Verwendung wurde er am 15. Mai 1960 zum Lieutenant-General befördert. Ferner wurde er im Zuge der sogenannten „Birthday Honours“ am 10. Juni 1961 als Knight Commander des Order of the Bath (KCB) geadelt, so dass er fortan das Prädikat „Sir“ führte. Darüber hinaus übernahm er am 31. Mai 1961 von Generalmajor Valentine Blomfield das Ehrenamt als Colonel of The King’s Own Royal Border Regiment und bekleidete dieses bis zu seiner Ablösung durch General Sir William Scotter am 23. April 1971.
Zuletzt wurde Generalleutnant Sir Richard Neville Anderson am 1. Januar 1963 Nachfolger von Generalleutnant Sir John Hackett Oberkommandierender des Nordirland-Kommandos (General Officer Commanding in Chief Northern Ireland Command). Dieses Kommando behielt er bis zum 24. April 1965 und wurde im Anschluss von Generalleutnant Sir Desmond Fitzpatrick abgelöst. Am 22. Mai 1965 trat er in den Ruhestand, war aber anschließend zwischen 1965 und 1968 als Director of Civil Defence for Wales Direktor für die Zivilverteidigung in Wales.
Aus seiner 1942 geschlossenen Ehe mit Dorrie Norah Wybergh gingen zwei Söhne hervor.